# 山本沙代
山本 沙代（やまもと さよ、1977年4月13日 - ）は、日本のアニメ監督、アニメーション演出家。東京都出身。

## 来歴
マッドハウスに制作として入社。2001年『X（エックス）』第22話「背信 - BETRAYAL」にて演出デビュー。その後、フリーランスとなる。
2008年『ミチコとハッチン』にて初監督。2012年には『LUPIN the Third -峰不二子という女- 』で監督を手がけ、第16回文化庁メディア芸術祭アニメーション部門新人賞を受賞した。

## 参加作品

### テレビアニメ
- 陽だまりの樹 （2000年、25話制作進行）
- X（エックス） （2001年、22話絵コンテ）
- アベノ橋魔法☆商店街 （2002年、11話絵コンテ）
- ギャラクシーエンジェル（第3期） （2002年、21話絵コンテ）
- ギャラクシーエンジェル（第4期） （2003年、10話絵コンテ）
- ドラゴンドライブ （2002年-2003年、各話絵コンテ・演出）
- TEXHNOLYZE （2003年、各話絵コンテ・演出）
- GUNSLINGER GIRL （2003年-2004年、10話絵コンテ）
- ごくせん （2004年、エンディング絵コンテ・演出）
- サムライチャンプルー （2004年、各話絵コンテ・演出）
- 交響詩篇エウレカセブン （2005年-2006年、16話36話絵コンテ・16話演出）
- ローゼンメイデン トロイメント （2005年-2006年、オープニング絵コンテ・演出）
- Ergo Proxy （2006年、各話絵コンテ・演出・演出補佐）
- ケモノヅメ （2006年、11話演出補佐）
- DEATH NOTE （2006年-2007年、22話絵コンテ）
- ミチコとハッチン （2008年-2009年、監督・絵コンテ・演出・オープニング絵コンテ・演出）[3]
- はなまる幼稚園 （2010年、1話エンディング絵コンテ・演出）
- 荒川アンダー ザ ブリッジ（2010年、オープニング絵コンテ）
- 学園黙示録 HIGHSCHOOL OF THE DEAD （2010年、6話絵コンテ）
- 世紀末オカルト学院 （2010年、11話絵コンテ）
- 荒川アンダー ザ ブリッジ×ブリッジ （2010年、オープニング絵コンテ）
- パンティ&ストッキングwithガーターベルト （2010年、5話絵コンテ・演出）
- セイクリッドセブン （2011年、オープニング絵コンテ）
- LUPIN the Third -峰不二子という女- （2012年、監督・絵コンテ・演出・オープニング絵コンテ・演出・エンディング2絵コンテ・演出）
- うーさーのその日暮らし  （2012年、オープニング・エンディング絵コンテ・演出）
- PSYCHO-PASS サイコパス （2012年、オープニング1絵コンテ・演出）
- 進撃の巨人 （2013年、エンディング1絵コンテ・演出）
- スペース☆ダンディ（2014年、2話・20話・エンディング絵コンテ・演出）
- 神撃のバハムート GENESIS（2014年、エンディング絵コンテ・演出）
- ユーリ!!! on ICE (2016年、監督・共同原案・シリーズ構成・絵コンテ・オープニング絵コンテ）[4]
- 神撃のバハムート VIRGIN SOUL（2017年、オープニング絵コンテ・演出）
- 賭ケグルイ（2017年、オープニング絵コンテ）

### OVA
- TRAVA FIST PLANET episode1（2002年、共同絵コンテ）

### 劇場アニメ
- ヱヴァンゲリヲン新劇場版:破（2009年、共同絵コンテ）
- REDLINE（2010年、絵コンテ協力・バックグラウンド原案）

### PV
- BOXER KID from Mighty Jam Rock
  - 音速BIG WAVE（2007年、ディレクター）
  - BIG TUFF（2007年、ディレクター）
- 岡村靖幸
  - ビバナミダ（2013年、ディレクター）

### CM
「京都コンピュータ学院／京都情報大学院大学」神様篇（2012年、監督）

### Web
- 日本アニメ（ーター）見本市「ENDLESS NIGHT」（2015年、監督）

## 受賞歴
- 第16回 文化庁メディア芸術祭アニメーション部門新人賞

## 参考サイト
- allcinemaでの紹介ページ